# Glipa elongata
Glipa elongata is een keversoort uit de familie spartelkevers (Mordellidae). De soort is voor het eerst wetenschappelijk beschreven door McLeay.